# 陈西夫
陈西夫（1924年—2007年11月16日），男，直隶（今河北）安国人，中华人民共和国政治人物，曾任中共新疆维吾尔自治区党委副秘书长、组织部部长，新疆维吾尔自治区人大常委会副主任。